# Paradiso sul mare
Le Paradiso sul mare (le Paradis sur la mer), est un palais style Art nouveau d'Anzio (Italie). Il a été construit par l'architecte italien Cesare Bazzani.

## Histoire
Situé sur le front de mer de la ville de Anzio où, en 1944, les alliés ont débarqué pendant la Seconde Guerre mondiale (opération Shingle), le Paradis sur la mer, appartient aujourd'hui à la municipalité de Anzio.
Les riches salles du palais étaient initialement destiné à devenir le casino de la Ville d'Anzio et aussi un centre pour la mode et pour le tourisme de la ville. Mais, pour de nombreuses raisons, le casino ne fut jamais ouvert. 
Aujourd'hui, le Paradis sur la mer est utilisé pour des expositions d'art. Le palais a été aussi utilisé comme décor pour des films. Des réalisateurs et scénaristes célèbres comme Federico Fellini et Alberto Sordi y ont tourné les films Amarcord et Poussière d'étoiles.

## Expositions (sélection)
- Controluce, Giuliano Giganti al Paradiso sul mare (2004)
- Teknemedia, archives, Bianca Madeccia, Rocco Paternostro, Luca Pietrosanti (2006)
- Il Litorale, arti visive, teatro, danza e musica, con circa trenta artisti delle varie discipline (2006)
- Anzio, Nettuno informa, Modellini militari (2007)
- Art brésilienne, Paradiso sul mare, Dominique Le Comte, Joseph Pace, Carlos Araujo (2010)
- Trezeri Quarantadue, Un nuovo obiettivo per Anzio, Paradiso sul mare (2010)
- « Provincia di Roma »(Archive.org • Wikiwix • Archive.is • Google • Que faire ?), Marilda Dib (2010)
- Anzio Nettuno informa,  Roger Waters des  Pink Floyd reçoit la citoyenneté honoraire de Anzio (2013)
- Sbarco di Anzio 70e anniversaire du débarquement d'Anzio (2014)